# Kecskeméti Testedző Egyesület (basquete)
A secção de basquetebol do Kecskeméti Testedző Egyesület é um clube profissional de basquetebol situado na cidade de Kecskemét, Bács-Kiskun, Hungria que disputa atualmente a Liga Húngara. Foi fundado em 2012 e manda seus jogos na Messzi István Sportcsarnok com 1.200 espectadores.

## Temporada por Temporada
| Temporada | Nível | Liga    | Pos. | TR    | PL  | Pós Temporada     | Copa da Hungria   |
| --------- | ----- | ------- | ---- | ----- | --- | ----------------- | ----------------- |
| 2012–13   | 2     | 2ª div. | 1º   | 18-0  |     | Promovidocampeão  |                   |
| 2013–14   | 1     | NB I/A  | 6º   | 18-14 | 0-3 | Quartas de finais | Terceiro colocado |
| 2014-15   | 1     | NB I/A  | 1º   | 24-8  | 6-5 | Finalista         | Finalista         |
| 2015-16   | 1     | NB I/A  | 9º   | 14-18 |     |                   |                   |
| 2016-17   | 1     | NB I/A  | 8º   | 18-16 | 0-3 | Quartas de finais |                   |
| 2017-18   | 1     | NB I/A  | 5º   | 17-17 | 1-3 | Quartas de finais | Quartas de finais |
| 2018-19   | 1     | NB I/A  | 7º   | 17-17 | 0-3 | Quartas de finais |                   |
| 2019-20   | 1     | NB I/A  | 11º  | 8-12  |     |                   |                   |
| 2020-21   | 1     | NB I/A  | 10º  | 11-15 |     |                   |                   |
| 2021-22   | 1     | NB I/A  | 6º   | 18-16 | 5-4 | Semifinalista     | Quartas de finais |
| 2022-23   | 1     | NB I/A  | 6º   | 15-11 | 0-3 | Quartas de finais | Semifinalista     |
| 2023-24   | 1     | NB I/A  | 10º  | 9-17  |     |                   |                   |
| 2024-25   | 1     | NB I/A  | 11º  | 13-23 |     |                   |                   |

eurobasket.com

## Honras

### Competições Domésticas
Liga Húngara
- Finalista (1): 2014-15

Copa da Hungria
- Finalista (1): 2015

Segunda divisão
- Campeões (1):2012-13